# 竹谷彦兵衛
竹谷 彦兵衛（たけや ひこべえ、生没年不詳）は、江戸時代前期の砲術家。

## 経歴・人物
長谷川流砲術の長谷川一家の門人で、寛永3年（1626年）より常陸水戸藩に仕えた。